# Saranate

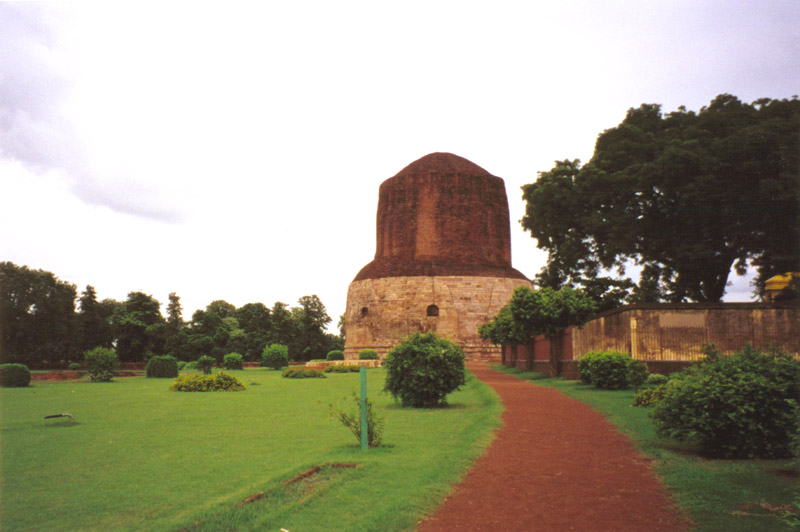
A Estupa Damek, em Saranate

Saranate ou Sarnate, também referido como Sarnath, Merigadava, Migadaiá, Rixipataná e Isipataná, é uma localidade da cidade de Varanasi, no estado de Utar Pradexe, na Índia. É reverenciada pelos budistas por ter sido o local onde o fundador da religião, Sidarta Gautama, teria realizado seu primeiro sermão, após ter criado a sua doutrina.

## Religião
Singuepur, uma vila a aproximadamente um quilômetro de distância do local, foi o local de nascimento de Sereiansanate, o décimo primeiro Tirtancara do Jainismo. Um templo dedicado a ele é um importante local de peregrinação.
Esta cidade é mencionada pelo Buda como um dos quatro locais de peregrinação que seus devotos seguidores deveriam visitar. Foi também o local do Damacacapavatana Suta de Buda, que foi seu primeiro sermão após atingir a iluminação, no qual ele explicou as quatro nobres verdades e os ensinamentos associados a elas.